# Route 19 (Ontario)
Pour les articles homonymes, voir Route 19.
La route 19 est une route provinciale de l'Ontario reliant Tillsonburg à l'autoroute 401, à Ingersoll. Elle mesure 2,43 kilomètres.

## Description du Tracé
La route 19 commence sur la route 3 au sud de Tillsonburg. De ce point, elle se dirige jusqu'au centre-ville wn étant Broadway St., puis traverse la ville du sud au nord au complet. Désormais appelée Plank Ln., la route 19 traverse les terres agricoles du comté d'Oxford en traversant de toutes petites communautés telles que Ostrander et Mount Olgin, jusqu'à l'autoroute 401,au sud-est d'Ingersoll, où elle se termine (sortie 218 de la 401). 